# Castello di Fossa
O Castello di Fossa (Castelo de Fossa) localiza-se na cidade de Fossa, província de L'Aquila, na região de Abruzos (Itália).